# シジスモンド・パンドルフォ・マラテスタ

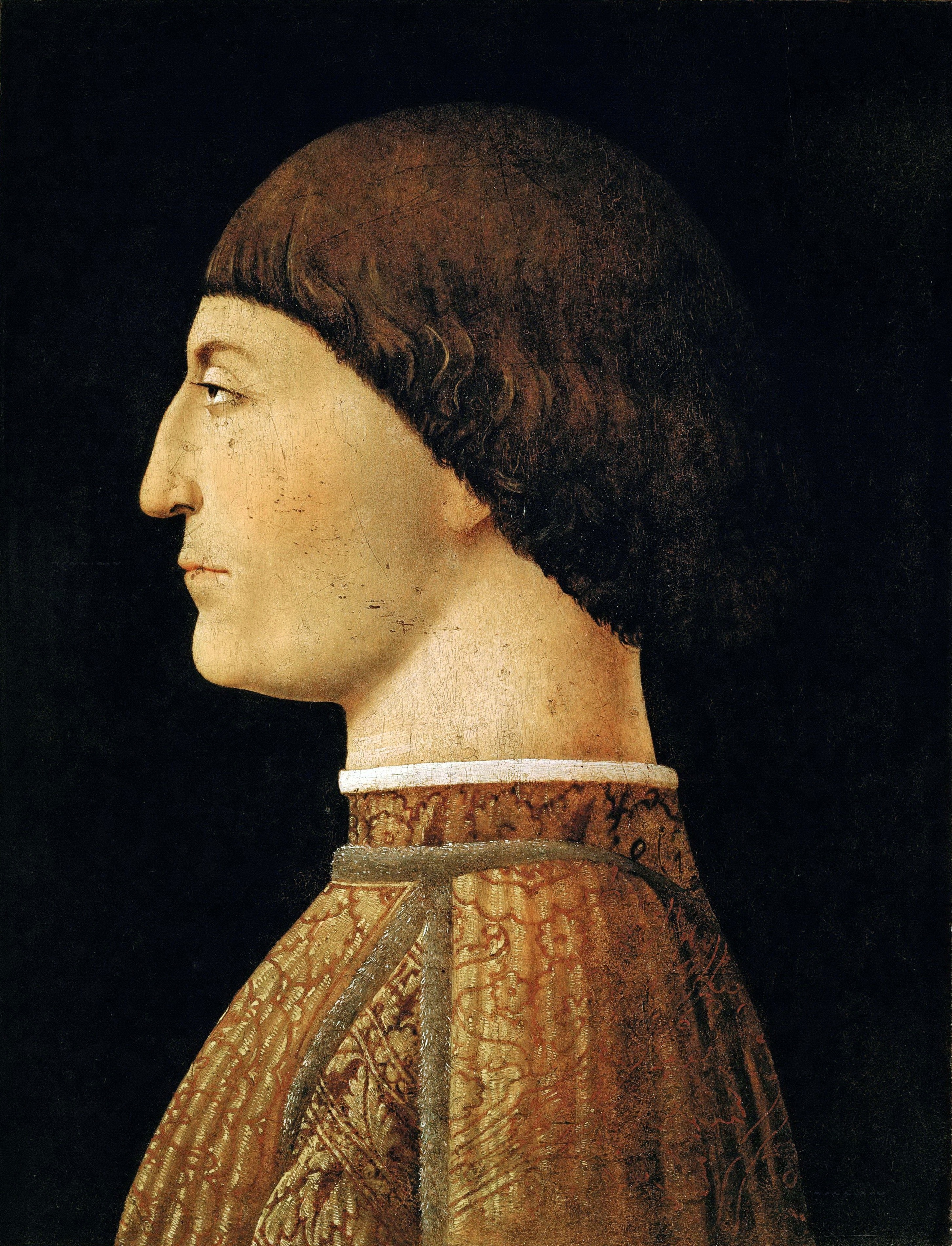
ピエロ・デラ・フランチェスカによる肖像画

シジスモンド・パンドルフォ・マラテスタ（Sigismondo Pandolfo Malatesta, 1417年6月19日 - 1468年10月7日）は、マラテスタ家出身の傭兵隊長（コンドッティエーレ）である。1432年からはリミニとファーノの領主であった。同時代の人々からイタリアで最も勇猛な軍人の一人であると見なされており、1465年のヴェネツィアによる対オスマン帝国の軍事作戦にも参加した。また、詩人・芸術のパトロンとしても知られた。

## 生涯
パンドルフォ3世・マラテスタの庶子としてブレシアに生まれる。母はアントニア・ダ・バリニャーニであり、同母弟に「マラテスタ・ノヴェッロ」として知られるドメニコがいた。また、同じく非嫡出の異母兄にガレアッツォ・ロベルトがいた。
父の死後、一族の伝統に従ってマン・アット・アームズ（en:Man-at-arms）として13歳で戦場にデビューし、リミニやチェゼーナ、ファーノなどの領地を狙うペーザロの領主カルロ2世・マラテスタ、そしてその同盟者である教皇マルティヌス5世と戦った。これに勝利したシジスモンドは兄弟たちと共に教皇の代官に任命された。1431年には再びペーザロのマラテスタ家が攻撃を仕掛けてきたが、寡兵でこれを撃退している。その後すぐ兄が退位したため、15歳でリミニの領主となった。

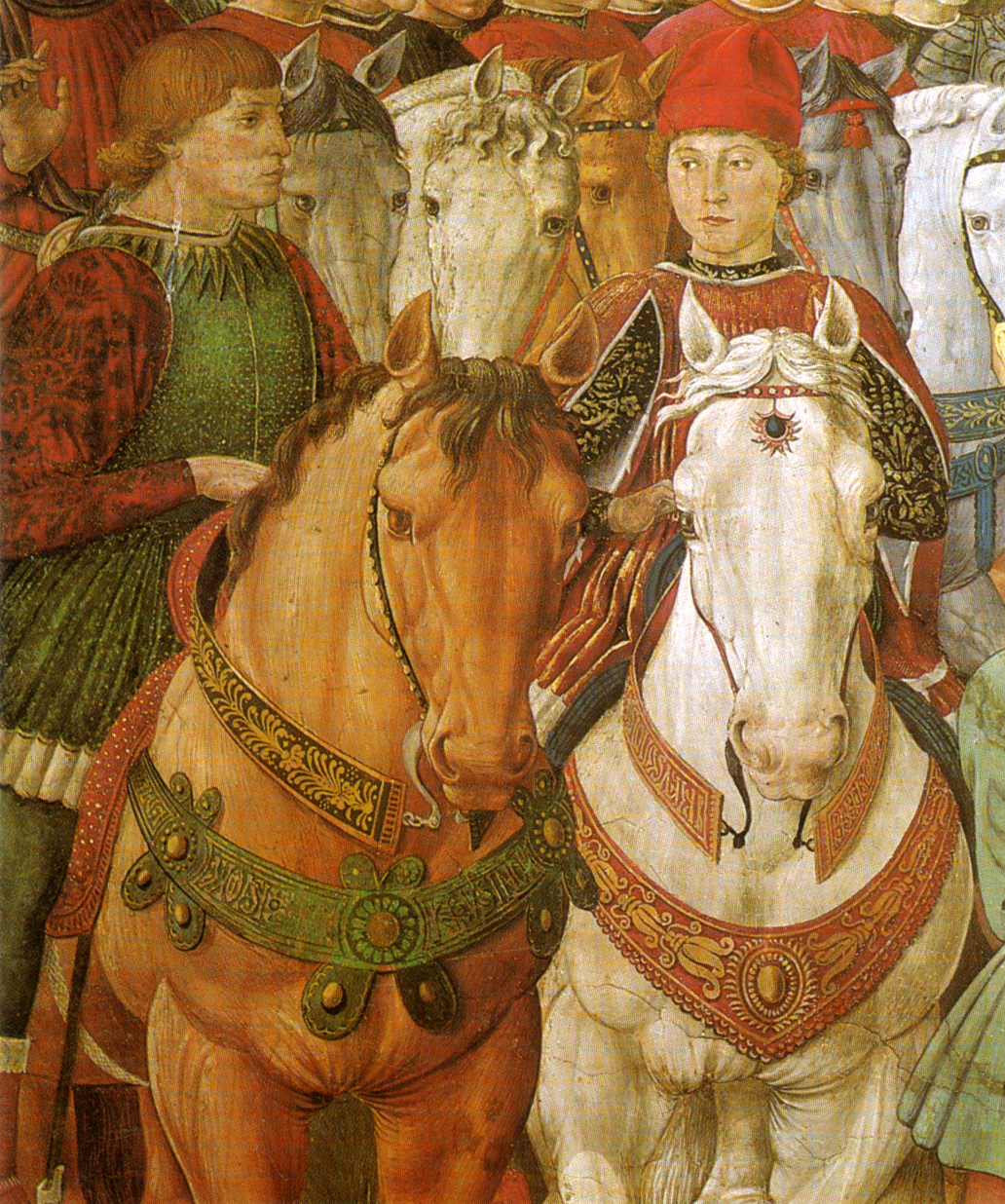
ガレアッツォ・マリーア・スフォルツァ（右）と共に描かれたフレスコ画（ベノッツォ・ゴッツォリ作）

1432年に教皇軍の指揮官に就任すると、スペイン人傭兵隊長Sante Cirilloを破り、またアントニオ1世・オルデラフィによるフォルリ攻略（1435 - 36年）を阻止した。翌年には教皇の都市チェルヴィアを占領して破門されたシジスモンドであったが、すぐ赦免されて再び教皇の軍勢を率いることになった。その後はフランチェスコ・スフォルツァと共にロマーニャ、マルケで戦った。
1434年、フェラーラ侯ニッコロ3世とその2番目の妻パリシーナ・マラテスタの間の娘であるジネヴラ・デステと結婚した。2人の間には息子ガレアッツォ・ロベルト・ノヴェッロが生まれたものの1438年に夭折し、1440年10月12日には妻ジネヴラも没した。この死に関して、彼女がシジスモンドによって毒殺されたのではないかという噂が立っている 。その2年後にフランチェスコ・スフォルツァの非嫡出の娘であるポリッセナと結婚し、彼女との間に2人の子供を儲けた。まず1442年に息子ガレアッツォが生まれたが、生後数か月で亡くなった。1444年には娘ジョヴァンナが生まれた。
この時期、シジスモンドは傭兵隊長ニッコロ・ピッチニーノと複数回にわたって対戦している。まず、1437年にヴェネツィア軍の指揮官としてCalcinara sull'Oglioで対峙するも敗北した。その後、ピッチニーノやフェデリーコ・ダ・モンテフェルトロ、マラテスタ・ノヴェッロが率いる教皇軍と戦い、モンテルロで彼らを破った。この勝利でペーザロのいくらかの領土を得ることに成功したが、のちに後者はフェデリーコの軍勢に敗れている。1445年、シジスモンドが自領への併合を狙っていたペーザロをスフォルツァが購入したことで、2人は決定的な敵対関係になった。そこでスフォルツァに対抗するため、彼は教皇エウゲニウス4世、ミラノ公と同盟を結んだ。
1449年、2番目の妻であるポリッセナが不審死する。父のフランチェスコ・スフォルツァは夫の手下によって彼女が溺死させられたと主張したが、真相は不明である。シジスモンドは2人の妻がいたにもかかわらず、多くの愛妾を持っていた。そのうちの1人がヴァネッタ・デイ・トスキであり、1441年には彼女との間に息子ロベルトが生まれた。また、イソッタ・デリ・アッティとの間にジョヴァンニ（夭折）、マルゲリータ（カルロ・ディ・フォルテブラッチョと結婚）、サルスティオ、アントニア（カスティリオーネ領主ロドルフォ・ゴンザーガと結婚）の4人の子供を儲けた。
1449年以降はヴェネツィア、フィレンツェ、シエナ、ナポリ、スフォルツァ家などの様々な勢力に仕えた。しかし、シジスモンドが1454年のローディの和から排除されるとイタリアの列強諸国は矛先を彼に向けるようになり、その領地はアラゴンやヴェネツィア、教皇の軍勢による侵攻を繰り返し受けることになった。そのような状況の中、1456年に彼は長年の愛人であるイソッタ・デリ・アッティと結婚し、彼女との間の子供を嫡出と認めた。これによりサルスティオが彼の後継者に定められた。
1460年12月25日、ローマでシジスモンドに対する有名な欠席裁判が行われた。フェデリーコ・ダ・モンテフェルトロとの長きにわたる確執に起因する、シエナへの背信行為がその原因になったとされる。この裁判の中で教皇ピウス2世は彼を破門し、異教の信者であると宣言した。また、息子ロベルトなどへの近親相姦、男色の罪を告発した。これにより、シジスモンドの名声は以後数世紀にわたって傷つけられることになった。続いて、彼を呪詛と共に地獄へcanonizeするという珍しい儀式が行われた。
そしてシジスモンドの肖像がローマで焼かれ、彼に対する事実上の「十字軍」が開始された。その対マラテスタ包囲網には教皇、ナポリ王、ミラノ公、モンテフェルトロが加わっていた。彼はナポレオーネ・オルシーニ率いる最初の討伐軍をカステッレオーネ・ディ・スアーザで破り、1462年にはセニガッリアを占領することに成功したが、長年のライバルであるモンテフェルトロの到来によりファーノへ退くことを強いられた。そして1462年8月12日、セニガッリア近くのチェザーノ川河口でモンテフェルトロと戦って大敗した。ヴェネツィアの介入で戦争は1463年に終わり、シジスモンドはリミニとその周囲約8キロメートル以外のすべての領地を失うことになった。さらに、残った領地についても彼の死後は教皇領に戻ると定められた。
この敗戦の後、ヴェネツィアの将軍としてペロポネソス半島へ赴いて1464年から1466年にかけてオスマン帝国と戦った。この期間にヴェネツィアは150人の兵士をリミニへ派遣し、領主不在の土地を守っていたという。
のちに旧領の回復を図ってピウス2世の後継者であるパウルス2世の暗殺を1468年に計画したが、怖気づいてリミニに戻ったとされる。そしてその数か月後、シジスモンドは居城のカステル・シスモンドで息を引き取った。
彼の死後、母イソッタの後見のもと嫡男サルスティオが即位した。しかし1年後の1469年には、シジスモンドの庶子で、父と同様に優秀なコンドッティエーレであったロベルトがリミニを掌握した。

## 評価とパトロンとしての活動

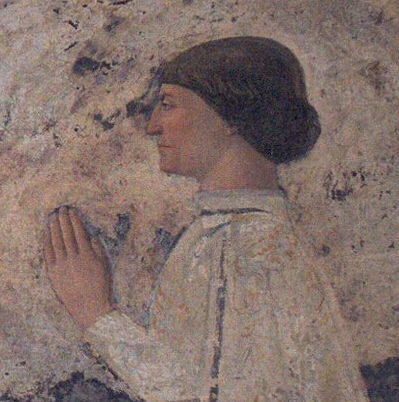
フレスコ画に描かれたシジスモンド（ピエロ・デラ・フランチェスカ作）

シジスモンドの武勇は同時代の人々に広く知れ渡った。カトリック百科事典には以下のように書かれている。
彼は幼いころから卓越した才能をもつ勇敢な軍人であり、その生涯を通じてイタリア第一の指揮官であったと言ってもよい。
彼は敬虔ではなかったが、3番目の妻イソッタ・デリ・アッティのためにテンピオ・マラテスティアーノと呼ばれる聖堂を建てている。設計はレオン・バッティスタ・アルベルティが担当し、その装飾にはピエロ・デラ・フランチェスカやアゴスティーノ・ディ・ドゥッチョが携わった。この聖堂はルネサンス建築の代表例であり、古代ローマの凱旋門を構造の一部に利用した最初の教会である。また、リミニやファーノの「ロッカ」を含む要塞群をロマーニャ地方の所領に築いたことでも知られる。
シジスモンドの悪評の大半は教皇ピウス2世の彼へのイメージに基づいているが、同時代の多くの年代記も彼を暴君で好色漢であったと記している。ルネサンス時代の歴史家フランチェスコ・グイチャルディーニは彼を「あらゆる平和と善い生活の敵」と評した。

## 後世への影響
1906年、エドワード・ハットンは彼を同情的に描いた歴史小説『シジスモンド・マラテスタ』を発表した。後にこの作品はわずかに修正され、1926年に『The Mastiff of Rimini』として再出版された。
ハットンの小説とシャルル・イリアルト(Charles Emile Yriarte)による『Un condottiere au XV Siècle』（1882年）は、1923年に出版された詩人エズラ・パウンドの「マラテスタ・キャントウズ」（キャントウズ 8-11篇）の主な出典となった。その中では断片的であるものの、シジスモンドの軍人やパトロンとしてのキャリア、愛人遍歴が賞賛と共に紹介されている。
パウンドに大きく影響された評論家エイドリアン・ストークスは、彼の宮廷で生み出された芸術に関する『The Stones of Rimini』を1934年に発表した。
E・M・フォースターは初期にシジスモンドとプレトンに関する歴史小説の構想を練っていたが、途中で挫折したため出版されることはなかった。のちにフォスターはその原稿をナオミ・ミッチソンに見せている。
アンリ・ド・モンテルランによる戯曲『マラテスタ』（1946年）はシジスモンドの死とパウルス2世に対する陰謀を主題としている。

## 「リミニの狼」
エドワード・ハットンの小説『The Mastiff of Rimini』は、シジスモンドが「リミニの狼」の異名で知られるようになった要因の一つであると考えられている。この渾名が彼の時代に使われた証拠はなく、またインターネットが登場する以前のどの主流な文献にも現れないとする意見もある。一方で、1969年に出版された美術史家ケネス・クラークの著書『Civilisation』には「リミニの狼」の記述がある。